# نو نو يي
نو نو يي (بالبورمية: နုနုရည်)‏ (18 مايو 1957 في ميانمار)؛ روائية ميانمارية.